# Bawarskie Prawo Czystości

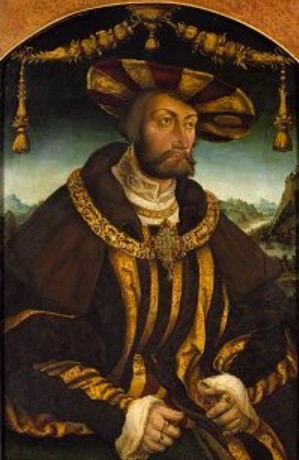
Wilhelm IV książę Bawarii (1493-1550)

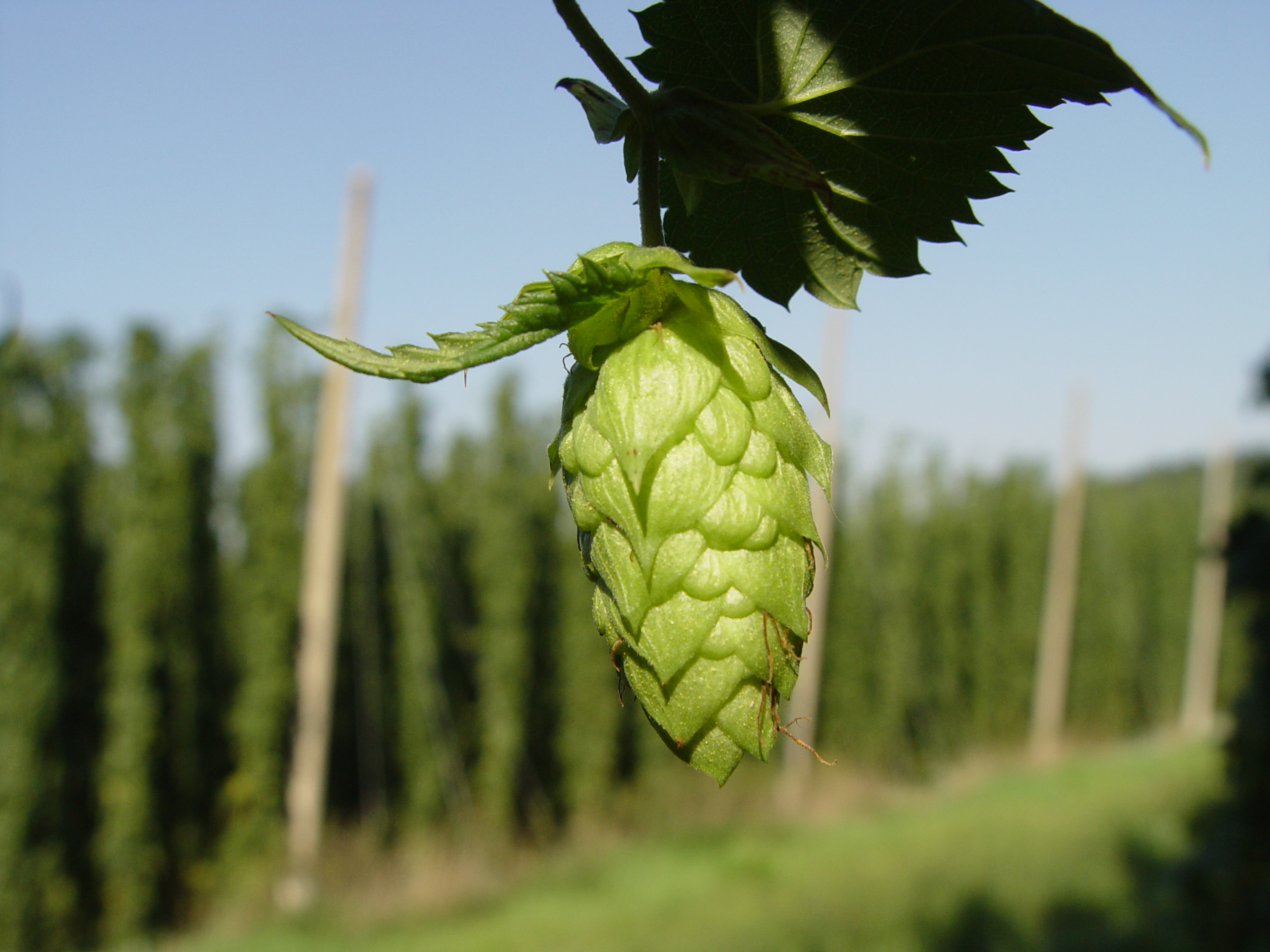
Szyszka chmielu

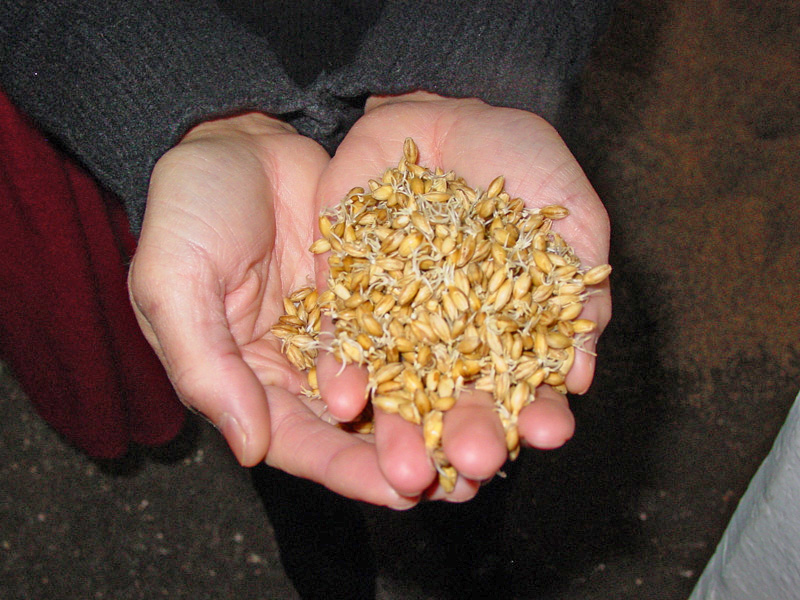
Słód

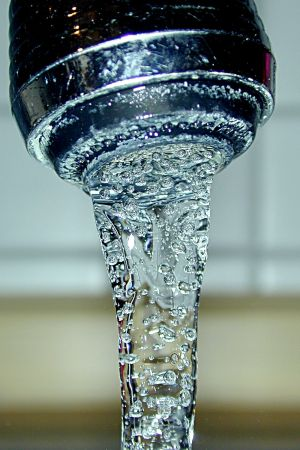
Woda

Bawarskie Prawo Czystości (niem. Reinheitsgebot) – historyczna norma prawna z zakresu browarnictwa. Bawarskie Prawo Czystości zostało ogłoszone i podpisane 23 kwietnia 1516 r. w Ingolstadt przez bawarskiego księcia Wilhelma IV przy aprobacie współrządzącego z nim jego młodszego brata Ludwika X. Prawo regulowało ceny piwa oraz wymieniało składniki, jakich wolno używać do warzenia piwa. Od 1994 r. dzień uchwalenia ustawy jest obchodzony w Niemczech jako Dzień Piwa Niemieckiego (Tag des Deutschen Bieres).

## Geneza
Zgodnie z Bawarskim Prawem Czystości jedynymi składnikami piwa mogły być słód jęczmienny, woda i chmiel. Przyczyny takiej regulacji nie są obecnie jednoznacznie wyjaśnione. Najczęściej zwraca się uwagę na to, że ze względu na trudności z zaopatrzeniem w bardziej wartościową pszenicę oraz żyto, produkty te powinny być wykorzystywane jedynie przez piekarzy do pieczenia pieczywa, a nie do produkcji piwa. Inną przyczyną mogło być odgórne ustanowienie chmielu jako jedynej przyprawy wykorzystywanej w browarnictwie. W średniowieczu piwowarzy dodawali do piwa różne zioła lub korzenie produkując piwo gorszej jakości. Zakaz korzystania z innych przypraw niż chmiel mógł mieć na celu poprawienie jakości piwa.
Prawo z 1516 r. nie było pierwszą próbą określenia w Niemczech przepisów warzenia i sprzedawania piwa, gdyż już od kilkuset lat możnowładcy wprowadzali na podległych sobie terenach zapisy, które miały na celu zapewnienie wysokiej jakości i korzystnej ceny piwa. Wcześniej regulacje dotyczące piwowarstwa wprowadzono w Augsburgu (1156 "Justitia Civitatis Augustensis"), Norymberdze (1293), Weimarze (1348), Monachium (1363), Turyngii (1434), Ratyzbonie (1447) i in.
W Monachium książę Albrecht IV Mądry wprowadził 30 listopada 1487 r. zarządzenie, w myśl którego do warzenia piwa mogły być użyte jedynie woda, słód i chmiel. Podobny przepis ustanowił w 1493 r. rządzący w Dolnej Bawarii (Landshut) książę Jerzy Bogaty. Po zjednoczeniu księstw bawarskich w 1505 r. nastąpiła konieczność wprowadzenia ogólnokrajowego prawa. W zakresie piwowarstwa oparto się na prawodawstwie Jerzego Bogatego. Kiedy w 1516 r. książę Wilhelm IV wprowadzał Prawo Czystości było ono pierwszym prawem dotyczącym składników piwa nie w jednym mieście czy księstwie lecz w całym kraju.

## Treść
Tekst oryginalny:
„Wie das Pier Summer vie Winter auf dem Land sol geschenkt und prauen werden"
Item wir ordnen setzen und wollen mit Rathe unnser Lanndtschaft das füran allenthalben in dem Fürstenthumb Bayrn auff dem Lande auch in unsern Stettn vie Märckthen da desáhalb hieuor kain sonndere ordnung gilt von Michaelis bis auff Georij ain mass über zwen pfennig müncher werung un von Sant Jorgentag biß auf Michaelis die mass über zwen pfennig derselben werung und derenden der kopff ist über drey haller bey nachgeferter Pene nicht gegeben noch außgeschenckht sol werden. Wo auch ainer nit Merrzn sonder annder pier prawen oder sonst haben würde sol erd och das kains weg häher dann die maß umb ainen pfennig schenken und verkauffen. Wir wollen auch sonderlichhen dass füran allenthalben in unsern stetten märckthen un auf dem lannde zu kainem pier merer stüchh dan allain gersten hopfen un wasser genommen un gepraucht solle werdn. Welcher aber dise unsere Ordnung wissendlich überfaren unnd nie hallten wurde den sol von seiner gerichtsobrigkait dasselbig vas pier zustraff unnachläßlich so offt es geschieht genommen werden. jedoch wo ain brüwirt von ainem ainem pierprewen in unnsern stettn märckten oder aufm lande jezuzeutn ainen Emer piers zwen oder drey kauffen und wider unnter den gemaynen pawrfuolck ausschenken würde dem selben allain aber sonstnyemandes soldyemaßs oder der kopfpiers umb ainen haller häher dann oben gesetzt ist zugeben un ausschenken erlaube unnd unuerpotn.
Współczesna wersja niemiecka:
"Wie das Bier im Sommer und Winter auf dem Land ausgeschenkt und gebraut werden soll"
Wir verordnen, setzen und wollen mit dem Rat unserer Landschaft, daß forthin überall im Fürstentum Bayern sowohl auf dem Lande wie auch in unseren Städten und Märkten, die keine besondere Ordnung dafür haben, von Michaeli bis Georgi eine Maß oder ein Kopf Bier für nicht mehr als einen Pfennig Münchener Währung und von Georgi bis Michaeli die Maß für nicht mehr als zwei Pfennig derselben Währung, der Kopf für nicht mehr als drei Heller bei Androhung unten angeführter Strafe gegeben und ausgeschenkt werden soll.
Wo aber einer nicht Märzen – sondern anderes Bier brauen oder sonstwie haben würde, soll er es keineswegs höher als um einen Pfennig die Maß ausschenken und verkaufen. Ganz besonders wollen wir, daß forthin allenthalben in unseren Städten, Märkten und auf dem Lande zu keinem Bier mehr Stücke als allein Gersten, Hopfen und Wasser verwendet und gebraucht werden sollen.
Wer diese unsere Androhung wissentlich übertritt und nicht einhält, dem soll von seiner Gerichtsobrigkeit zur Strafe dieses Faß Bier, so oft es vorkommt, unnachsichtlich weggenommen werden.
Wo jedoch ein Gastwirt von einem Bierbräu in unseren Städten, Märkten oder auf dem Lande einen, zwei oder drei Eimer Bier kauft und wieder ausschenkt an das gemeinsame Bauernvolk, soll ihm allein und sonst niemand erlaubt und unverboten sein, die Maß oder den Kopf Bier um einen Heller teurer als oben vorgeschrieben ist, zu geben und auszuschenken.
Wersja polskojęzyczna:
"Jak latem i zimą piwo warzyć i szynkować należy"
Za radą naszego Sejmu Krajowego zarządzamy, stanowimy i pragniemy, żeby odtąd wszędzie w Księstwie Bawarskim, zarówno na wsi jak i w miastach i na targowiskach nie posiadających szczegółowych zarządzeń, od św. Michała do Grzegorza, podawano i szynkowano pod groźbą niżej wymienionej kary kwartę lub czarę za nie więcej niż feniga monachijskiego, zaś od Grzegorza do Michała kwartę za nie więcej niż dwa fenigi, a czarę za nie więcej niż 3 halerze.
Kto by jednak inne piwo niż marcowe warzył lub posiadał, nie może w żadnym razie szynkować i sprzedawać kwarty drożej niż za feniga. W szczególności chcemy, by odtąd wszędzie w naszych miastach, wsiach i na targowiskach do żadnego piwa nie używano i nie dodawano nic innego niż jęczmień, chmiel i wodę.
Kto by to zarządzenie świadomie naruszył i nie przestrzegał, ten przez odpowiedni sąd bezwzględnie ukarany zostanie każdorazowo konfiskatą piwa.
Gdyby jednakże karczmarz zakupił w jakimś browarze w naszych miastach, wsiach i na targowiskach jedno, dwa lub trzy wiadra piwa i szynkował prostemu ludowi, to jest jemu jedynie i nikomu innemu dozwolone i niezabronione podawać i szynkować kwartę lub czarę tego piwa za jeden halerz więcej niż powyżej zostało ustalone.

## Wpływ Bawarskiego Prawa Czystości na ustawodawstwo Niemiec
Po wprowadzeniu prawa czystości wysokiej jakości piwo z Bawarii szybko znalazło uznanie nie tylko w państwach niemieckojęzycznych, ale również w całej Europie, a samo prawo stanowiło wzór do naśladowania. Kiedy w 1871 r. nastąpiło zjednoczenie państw niemieckich i powstała II Rzesza, zaistniała konieczność uchwalenia nowych przepisów piwowarskich dotyczących całego kraju. 31 maja 1872 r. przyjęto nową ustawę dopuszczającą stosowanie mączki skrobiowej, cukru, syropu i ryżu jako składników piwa. Z ustawy tej wyłączono jednakże Bawarię, Badenię (1896) i Wirtembergię (1900), gdzie obowiązywały dotychczasowe przepisy Bawarskiego Prawa Czystości. W 1906 r. uchwalona została Piwna Ustawa Podatkowa (Biersteuergesetz), która nakazywała w całych Niemczech stosowanie przepisów Bawarskiego Prawa Czystości, dokładając do wody, chmielu i słodu jedynie drożdże, które jako mikroorganizmy wyodrębnione zostały dopiero pod koniec XIX w. Po I wojnie światowej swoje przystąpienie do powstającej tzw. Republiki Weimarskiej Bawaria uwarunkowała powszechnym stosowaniem Bawarskiego Prawa Czystości i dopiero po uzyskaniu zgody proklamowała uczestnictwo. Z kolei Piwna Ustawa Podatkowa z 1952 r. określała szczegółowe przepisy prawa czystości dla Republiki Federalnej Niemiec, wykluczając nazywanie piwem napojów z dodatkami niezgodnymi z ustawą. Dopiero Trybunał Sprawiedliwości Unii Europejskiej w roku 1987 uchylił zakaz używania nazwy "piwo" dla napojów warzonych z dodatkami nie odpowiadającymi prawu czystości, a tzw. Przejściowa Ustawa Piwna (Vorläufiges Biergesetz) z 1993 r. uwzględniła wyrok Trybunału, jednakże tylko w stosunku do piw importowanych do Niemiec lub warzonych przez browary niemieckie na eksport. Nie dotyczyło to jednakże piw warzonych na rynek niemiecki przez browary krajowe.
Tak rygorystycznie traktowane przepisy dotyczące warzenia piwa spotykały się jednakże z coraz silniejszą krytyką. Wśród wielu zarzutów oponenci podkreślali praktyczny zakaz warzenia wielu odmian piw specjalnych lub wywodzących się z innych krajów oraz brak przyszłości dla rozwoju piwa. W końcu w 2005 r. Federalny Sąd Administracyjny wydał orzeczenie, w wyniku którego piwo zawierające cukier jest takim samym piwem jak inne odmiany tego napoju. Sąd administracyjny uznał, że czas zmienić przepisy, gdyż nie służą one ochronie zdrowia konsumentów, a ich znaczenie sprowadza się jedynie do „zachowania tradycji”. Orzeczenie zapadło w wyniku skargi złożonej przez browar w Neuzelle niedaleko Frankfurtu nad Odrą, produkującego odmianę ciemnego, słodzonego piwa o nazwie Schwarzer Abt.
Właściciel browaru zabiegał od ponad 10 lat w postępowaniach sądowych o prawo nazywania swojego produktu piwem.

## Niemieckie Prawo Czystości
9 lipca 1923 r. uchwalona została Niemiecka Piwna Ustawa Podatkowa (Deutsches Biersteuergesetz), której podstawowe założenia znalazły się również w wersji późniejszej z 1952 r. oraz w obecnie obowiązującej Przejściowej Ustawie Piwnej (Vorläufiges Biergesetz) z 29 lipca 1993 r. Ustawy te określają, że do wytworzenia piwa dolnej fermentacji mogą zostać użyte jedynie słód jęczmienny, chmiel, drożdże i woda. Natomiast w przypadku warzenia piw górnej fermentacji dopuszczalne jest użycie innych słodów niż jęczmienny, cukru buraczanego, trzcinowego, inwertowanego lub glukozy oraz środków barwiących powstałych z tych cukrów. Zapis ten określany jest jako Niemieckie Prawo Czystości. Zawiera on założenia Bawarskiego Prawa Czystości, daje jednak możliwość warzenia piw np. pszenicznych. Ich producenci nie mogą jednakże wykorzystywać określenia "Uwarzone zgodnie z Bawarskim Prawem Czystości", a jedynie "Uwarzone zgodnie z Niemieckim Prawem Czystości".